# Sarcophaga furutonensis
Sarcophaga furutonensis är en tvåvingeart som beskrevs av Tadao Kano och Okazaki 1956. Sarcophaga furutonensis ingår i släktet Sarcophaga och familjen köttflugor. Inga underarter finns listade i Catalogue of Life.